# III Sides to Every Story
Albums de Extreme
Extreme II: Pornograffitti
(1990) Waiting for the Punchline
(1995)
Singles
1. Rest in Peace
Sortie : 5 septembre 1992[1]
2. Stop tjhe World
Sortie : 2 novembre 1992
3. Tragic Comic
Sortie : 25 janvier 1993[2]
4. Am I Ever Gonna Change?
Sortie : mars 1993

III Sides of Every Story est le troisième album studio du groupe de rock américain, Extreme. Il est sorti le  22 septembre 1992 sur le label  A&M Records et est produit par Nuno Bettencourt et Bob St. John. 

## Historique
La majorité de l'album fut enregistré aux New River Studios de Fort Lauderdale en Floride à l'exception des parties avec orchesrtre qui furent enregistrées à Londres dans les Abbey Road Studios. L'album est structuré comme un album-concept qui comporte trois sections différentes intitulée "Yours" (la vôtre), "Mine" (la mienne) et "The Truth" (la vérité) qui décrivent le point de vue d'une histoire.
Il se classa notamment à la 10e place du Billboard 200 américain et à la 2e place des charts britanniques. Il sera cerifié disque d'or aux États-Unis et au Royaume-Uni ainsi que disque de platine au Canada. 
L'édition en double LP comporte un titre supplémentaire, Don't Leave Me Alone située en fin de la face 3.

## Liste des titres
- Tous les titres sont signés par Gary Cherone et Nuno Bettencourt.

## Version CD
Yours
| No | Titre          | Durée |
| -- | -------------- | ----- |
| 1. | Warheads       | 5:18  |
| 2. | Rest in Peace  | 6:02  |
| 3. | Politicalamity | 5:04  |
| 4. | Color Me Blind | 5:01  |
| 5. | Cupid's Dead   | 5:56  |
| 6. | Peacemaker Die | 6:03  |

Mine
| No  | Titre           | Durée |
| --- | --------------- | ----- |
| 7.  | Seven Sundays   | 4:18  |
| 8.  | Tragic Comic    | 4:45  |
| 9.  | Our Father      | 4:02  |
| 10. | Stop the World  | 5:58  |
| 11. | God Isn't Dead? | 2:02  |

...and The Truth
Everything Under the Sun
| No  | Titre                      | Durée |
| --- | -------------------------- | ----- |
| 12. | I Rise and Shine           | 6:23  |
| 13. | II Am I Ever Gonna Change? | 6:57  |
| 14. | III Who Cares?             | 8:19  |

### Version LP
Disque 1, Face 1
| No | Titre          | Durée |
| -- | -------------- | ----- |
| 1. | Warheads       | 5:18  |
| 2. | Rest in Peace  | 6:02  |
| 3. | Politicalamity | 5:04  |
| 4. | Color Me Blind | 5:01  |

Disque 1, Face 2
| No | Titre          | Durée |
| -- | -------------- | ----- |
| 1. | Cupid's Dead   | 5:56  |
| 2. | Peacemaker Die | 6:03  |
| 3. | Seven Sundays  | 4:18  |
| 4. | Tragic Comic   | 4:45  |

Disque 2, Face 3
| No | Titre                | Durée |
| -- | -------------------- | ----- |
| 1. | Our Father           | 4:02  |
| 2. | Stop the World       | 5:58  |
| 3. | God Isn't Dead?      | 2:02  |
| 4. | Don't Leave Me Alone | 5:43  |

Disque 2, Face 4
| No | Titre                      | Durée |
| -- | -------------------------- | ----- |
| 1. | I Rise and Shine           | 6:23  |
| 2. | II Am I Ever Gonna Change? | 6:57  |
| 3. | III Who Cares?             | 8:19  |

## Personnel
Extreme
- Gary Cherone: chant
- Nuno Bettencourt: guitares, claviers, percussions, chœurs
- Pat Badger: basse, chœurs
- Paul Geary: batterie, percussions, chœurs

Musiciens additionnels
- Geremy Miller: violon
- Thor (Steven) Sigurdson: violoncelle
- Mike Moran: arrangements de l'orchestre  ("Everything Under the Sun: III. Who Cares?")
- John Preziosa, Jr.: rap ("Cupid's Dead")
- Chicolini Bros. (Carl, Jim, Nuno): music box

Voix
- Sgt. Philip Meyers: "Warientation" intro ("Warheads")
- Alex Andon: garçon ("Warheads")
- Avery Andon: garçon ("Rest in Peace")
- Ian O'Malley: journaliste ("Cupid's Dead")
- Martin Luther King Jr.: discours ("Peacemaker Die")
- Dr. Edward de R. Cayia: prêtre ("Am I Ever Gonna Change")

## Charts & certifications

### Album
Charts
| Pays                                 | Durée du classement | Meilleur classement | Date              |
| ------------------------------------ | ------------------- | ------------------- | ----------------- |
| Allemagne (GfK Entertainment)        | 13 semaines         | 20e                 | 12 octobre 1992   |
| Australie (ARIA Charts)              | 3 semaines          | 42e                 | 1er novembre 1992 |
| Autriche (Ö3 Austria Top 40)         | 4 semaines          | 27e                 | 11 octobre 1992   |
| Canada (RPM)                         | 11 semaines         | 10e                 | 17 octobre 1992   |
| États-Unis (Billboard 200)           | 23 semaines         | 10e                 | 10 octobre 1992   |
| France (SNEP)                        | 2 semaines          | 29e                 | 30 septembre 1992 |
| Norvège (VG-lista)                   | 2 semaines          | 17e                 | 27 septembre 1992 |
| Nouvelle-Zélande (RMNZ Albums Top40) | 3 semaines          | 12e                 | 29 novembre 1992  |
| Pays-Bas (MegaCharts)                | 11 semaines         | 13e                 | 17 octobre 1992   |
| Royaume-Uni (UK Albums Chart)        | 11 semaines         | 2e                  | 20 septembre 1992 |
| Suède (Sverigetopplistan)            | 3 semaines          | 14e                 | 30 septembre 1992 |
| Suisse (Schweizer Hitparade)         | 9 semaines          | 14e                 | 11 octobre 1992   |

Certifications
| Pays              | Certification | Ventes    | Date               |
| ----------------- | ------------- | --------- | ------------------ |
| Canada (MC)       | Platine       | 100 000 + | 23 octobre 1992    |
| États-Unis (RIAA) | Or            | 500 000 + | 4 décembre 1992    |
| Royaume-Uni (BPI) | Or            | 100 000 + | 1er septembre 1992 |

### Singles
Charts singles
| Single         | Chart                    | Durée du classement | Position | Date              |
| -------------- | ------------------------ | ------------------- | -------- | ----------------- |
| Rest in Peace  | (Hot 100)                | 3 semaines          | 96e      | 31 octobre 1992   |
| Rest in Peace  | (Mainstream Rock Tracks) | —                   | 1er      | 12 septembre 1992 |
| Rest in Peace  | (UK Singles Chart)       | 5 semaines          | 13e      | 6 septembre 1992  |
| Rest in Peace  | (RPM Top Singles)        | 12 semaines         | 21e      | 31 octobre 1992   |
| Rest in Peace  | (FIMI)                   | —                   | 19e      | —                 |
| Rest in Peace  | (RMNZ Singles Top40)     | 3 semaines          | 19e      | 22 novembre 1992  |
| Rest in Peace  | (Single Top 100)         | 8 semaines          | 31e      | 10 octobre 1992   |
| Rest in Peace  | (Sverigetopplistan)      | 2 semaines          | 24e      | 16 septembre 1992 |
| Rest in Peace  | (Schweizer Hitparade)    | 3 semaines          | 20e      | 27 septembre 1992 |
| Stop the World | (Hot 100)                | 3 semaines          | 95e      | 20 février 1993   |
| Stop the World | (Mainstream Rock Tracks) | —                   | 9e       | 26 décembre 1992  |
| Stop the World | (UK Singles Chart)       | 2 semaines          | 22e      | 8 novembre 1992   |
| Stop the World | (RPM Top Singles)        | 13 semaines         | 53e      | 26 décembre 1992  |
| Tragic Comic   | (UK Singles Chart)       | 4 semaines          | 15e      | 31 janvier 1993   |
| Tragic Comic   | (RPM Top Singles)        | 4 semaines          | 85e      | 17 avril 1993     |